# Christian Chimino
Christian Chimino (Luján, 9 febbraio 1988) è un calciatore argentino, difensore del Comunicaciones.

## Caratteristiche tecniche
È un terzino destro.

## Carriera
Cresciuto nelle giovanili del Ferro Carril Oeste, ha esordito in prima squadra il 6 marzo 2010 in occasione del match pareggiato 2-2 contro l'Unión (SF).

## Statistiche

### Presenze e reti nei club
Statistiche aggiornate al 19 marzo 2018.
| Stagione                  | Squadra                   | Campionato                | Campionato | Campionato | Coppe nazionali | Coppe nazionali | Coppe nazionali | Coppe continentali | Coppe continentali | Coppe continentali | Altre coppe | Altre coppe | Altre coppe | Totale | Totale | Totale |
| Stagione                  | Squadra                   | Comp                      | Pres       | Reti       | Comp            | Pres            | Reti            | Comp               | Pres               | Reti               | Comp        | Pres        | Reti        | Pres   | Reti   |        |
| ------------------------- | ------------------------- | ------------------------- | ---------- | ---------- | --------------- | --------------- | --------------- | ------------------ | ------------------ | ------------------ | ----------- | ----------- | ----------- | ------ | ------ | ------ |
| 2009-2010                 | Ferro Carril Oeste        | BN                        | 10         | 0          | CA              | 0               | 0               |                    | -                  | -                  |             | -           | -           | 10     | 0      |        |
| 2010-2011                 | Ferro Carril Oeste        | BN                        | 21         | 0          | CA              | 0               | 0               |                    | -                  | -                  |             | -           | -           | 21     | 0      |        |
| 2011-2012                 | Ferro Carril Oeste        | BN                        | 11         | 0          | CA              | 0               | 0               |                    | -                  | -                  |             | -           | -           | 11     | 0      |        |
| 2012-2013                 | Ferro Carril Oeste        | BN                        | 9          | 2          | CA              | 0               | 0               |                    | -                  | -                  |             | -           | -           | 9      | 2      |        |
| 2013-2014                 | Ferro Carril Oeste        | BN                        | 37         | 0          | CA              | 0               | 0               |                    | -                  | -                  |             | -           | -           | 37     | 0      |        |
| Totale Ferro Carril Oeste | Totale Ferro Carril Oeste | Totale Ferro Carril Oeste | 88         | 2          |                 | 0               | 0               |                    | -                  | -                  |             | -           | -           | 88     | 2      |        |
| 2014                      | Arsenal Sarandí           | PD                        | 4          | 1          |                 | -               | -               |                    | -                  | -                  |             | -           | -           | 4      | 1      |        |
| 2015                      | Temperley                 | PD                        | 30         | 1          | CA              | 2               | 0               |                    | -                  | -                  |             | -           | -           | 32     | 1      |        |
| 2016                      | Temperley                 | PD                        | 14         | 1          | CA              | 0               | 0               |                    | -                  | -                  |             | -           | -           | 14     | 1      |        |
| 2016-2017                 | Temperley                 | PD                        | 16         | 3          | CA              | 0               | 0               |                    | -                  | -                  |             | -           | -           | 16     | 3      |        |
| Totale Temperley          | Totale Temperley          | Totale Temperley          | 60         | 5          |                 | 2               | 0               |                    | -                  | -                  |             | -           | -           | 62     | 5      |        |
| 2016-2017                 | Huracán                   | PD                        | 0          | 0          | CA              | 2               | 0               | CS                 | 1                  | 0                  |             | -           | -           | 3      | 0      |        |
| 2017-2018                 | Huracán                   | PD                        | 18         | 0          | CA              | 0               | 0               |                    | -                  | -                  |             | -           | -           | 0      | 0      |        |
| Totale carriera           | Totale carriera           | Totale carriera           | 170        | 8          |                 | 4               | 0               |                    | 1                  | 0                  |             | -           | -           | 175    | 8      |        |